# Таитянские женщины на побережье
«Таитянские женщины на побережье» — картина Поля Гогена, написанная в ноябре-декабре 1891 года, во время его первого пребывания на Таити.
На картине изображены две таитянские девушки, сидящие на берегу океана. Девушка справа, одетая в миссионерское платье, сидит спиной к океану и безразлично играет пальмовым листом. Другая, в традиционном цветном саронге, показана вполоборота к зрителю, с закрытыми глазами, то ли дремлющей, то ли погружённой в свои мысли. Персонажи кажутся размещёнными с нарочитой небрежностью. Океанские волны условно переданы белыми неровными линиями. Тёплые цвета и строгое разделение элементов рисунка невольно напоминают стиль японской гравюры, разительно отличающийся от изобразительных концепций западной живописи XIX века. По мнению некоторых искусствоведов, этой картиной Гоген окончательно признал невозможность передать таитянскую атмосферу и образы жителей Таити средствами западной изобразительной традиции.
Название картины вводит зрителя в заблуждение, так как моделью для обеих девушек послужила любовница художника Тахемана (Техура), являющаяся, к тому же, не таитянкой, а уроженкой Тонга или Раротонга. В похожем цветном саронге она изображена на другой известной картине Гогена «Ia Orana Maria».
Картина была куплена капитаном Арно, поселенцем из Папеэте, который завещал её своей дочери, хранившей картину до 1920 года, после чего она перешла в коллекцию виконта Ги де Шале, передавшего холст в дар французскому государству в 1923 году. В разное время картина выставлялась в Лувре, в музее в Люксембургском саду, в национальной галерее Жё-де-Пом, а с 1986 года и по сей день находится в музее Орсе.

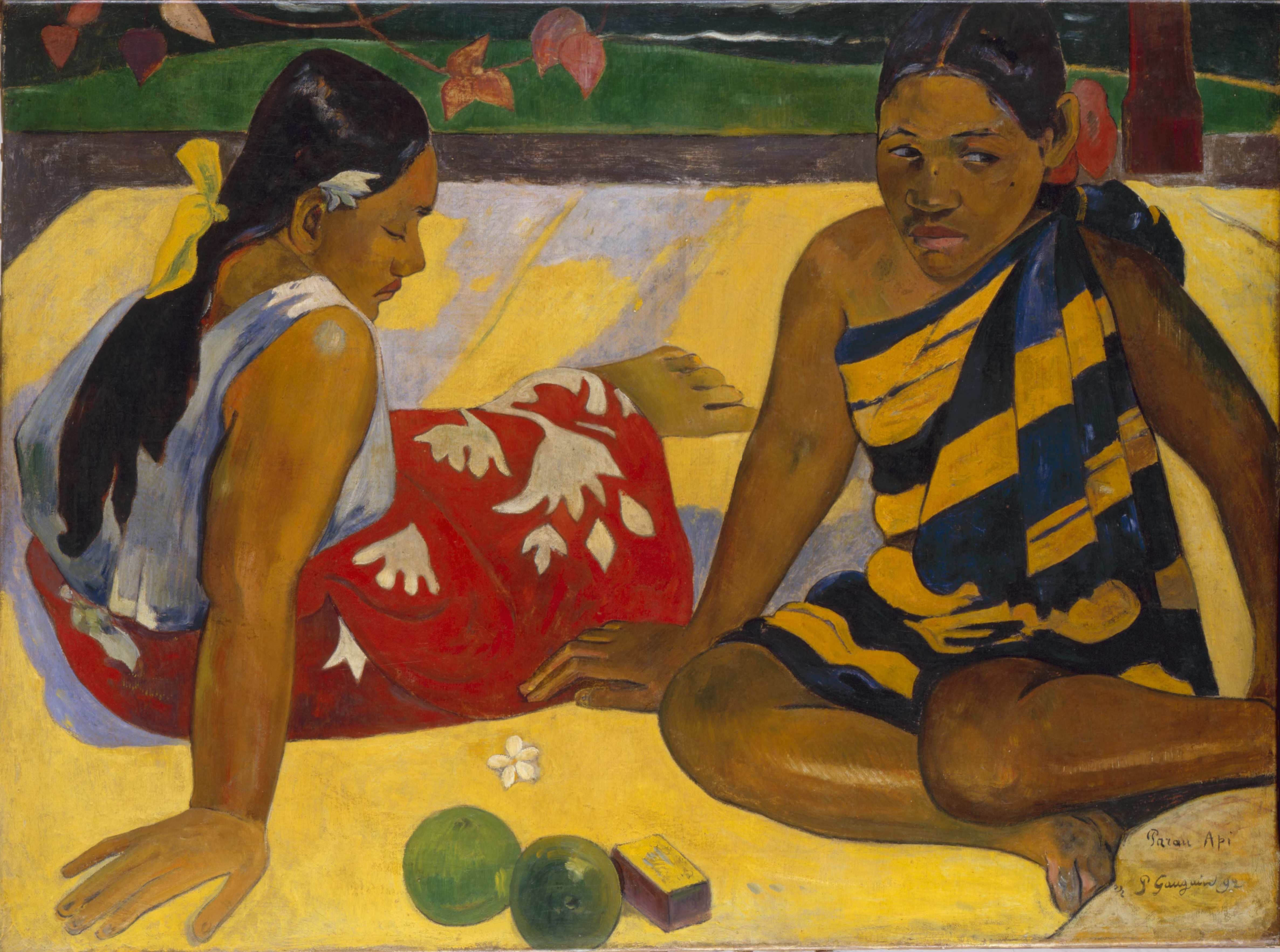
Парау апи (Две таитянки) 1892, холст, масло, 67 х 91 см, Галерея новых мастеров, Дрезден

В 1892 году Гоген написал второй вариант картины, назвав ее Parau api «Что нового?» (другое название — «Две таитянки»), которая находится в коллекции Галереи новых мастеров в Дрездене. На таитянском языке «парау» означает слово, а «апи» означает новое. Таким образом, «парау апи» означает новости. Общее приветствие: «Eaha te parau api», или что нового?